# Sasso Malascarpa
Sasso Malascarpa este o arie protejată (arie specială de conservare — SAC, sit de importanță comunitară — SCI) din Italia întinsă pe o suprafață de 328 ha, integral pe uscat.

## Localizare
Centrul sitului Sasso Malascarpa este situat la coordonatele 45°51′02″N 9°19′42″E / 45.850556°N 9.328333°E.

## Înființare
Situl Sasso Malascarpa a fost declarat sit de importanță comunitară în iunie 1995 pentru a proteja 1 specie de plante și 51 de specii de animale. Situl a fost protejat și ca arie specială de conservare în iulie 2016.

## Biodiversitate
Situată în ecoregiunea alpină, aria protejată conține 7 habitate naturale: Pajiști cu Molinia pe soluri calcaroase, turboase sau argilos-nămoloase (Molinion caeruleae), Lespezi calcaroase, Păduri ilirice de Fagus sylvatica (Aremonio-Fagion), Pante stâncoase calcaroase cu vegetație casmofită, Izvoare petrifiante cu formare de travertin (Cratoneurion), Pajiști uscate seminaturale și facies de acoperire cu tufișuri pe substraturi calcaroase (Festuco-Brometalia) (* situri importante pentru orhidee), Păduri pe pante, grohotișuri și ravene de Tilio-Acerion.
La baza desemnării sitului se află mai multe specii protejate:
- plante (1): Gladiolus palustris
- păsări (50): uliu păsărar (Accipiter nisus), pițigoi codat (Aegithalos caudatus), potârnichea de stâncă (Alectoris graeca saxatilis), fâsă-de-câmp (Anthus campestris), fâsă de pădure (Anthus trivialis), lăstunul mare (Apus apus), buha (Bubo bubo), șorecarul comun (Buteo buteo), caprimulg (Caprimulgus europaeus), sticlete (Carduelis carduelis), florinte (Chloris chloris), erete vânăt (Circus cyaneus), porumbel gulerat (Columba palumbus), corb (Corvus corax), cioară neagră (Corvus corone), cuc (Cuculus canorus), pițigoi albastru (Cyanistes caeruleus), ciocănitoare pestriță mare (Dendrocopos major), ciocănitoare neagră (Dryocopus martius), presură de munte (Emberiza cia), presură de grădină (Emberiza hortulana), măcăleandru (Erithacus rubecula), șoim călător (Falco peregrinus), vânturel roșu (Falco tinnunculus), cinteză (Fringilla coelebs), gaiță (Garrulus glandarius), rândunică (Hirundo rustica), sfrâncioc roșiatic (Lanius collurio), câneparul (Linaria cannabina), pițigoi moțat (Lophophanes cristatus), gaia neagră (Milvus migrans), pițigoi mare (Parus major), pițigoi de brădet (Periparus ater), viespar (Pernis apivorus), codroș de munte (Phoenicurus ochruros), codroșul de pădure (Phoenicurus phoenicurus), pitulice de munte (Phylloscopus bonelli), pitulice de munte (Phylloscopus collybita), ciocănitoarea verde (Picus viridis), pițigoi sur (Poecile palustris), brumăriță de pădure (Prunella modularis), Ptyonoprogne rupestris, aușel sprâncenat (Regulus ignicapilla), aușel cu cap galben (Regulus regulus), țiclete (Sitta europaea), huhurez mic (Strix aluco), silvie cu cap negru (Sylvia atricapilla), pănțărușul (Troglodytes troglodytes), mierlă (Turdus merula), sturz-cântător (Turdus philomelos)
- mamifere (1): liliacul mare cu potcoavă (Rhinolophus ferrumequinum)

Pe lângă speciile protejate, pe teritoriul sitului au mai fost identificate 32 de specii de plante, 6 specii de mamifere, 5 specii de reptile.